# Wasbank
Wasbank ist ein Ort in der südafrikanischen Provinz KwaZulu-Natal. Er liegt in der Gemeinde Endumeni im Distrikt Umzinyathi.

## Geographie
2011 hatte Wasbank 1323 Einwohner. 87 % gaben als erste Sprache isiZulu an.
Der Ort liegt etwa 25 Kilometer südwestlich von Dundee.

## Geschichte
Wasbank wurde nach dem Wasbank River benannt, der an dem Ort vorbeifließt und ein Nebenfluss des Sunday River ist. Wasbank ist Afrikaans und bedeutet etwa „Felsvorsprung zum Waschen“. Bis 2016 war Wasbank Verwaltungssitz der Gemeinde Indaka, die dann mit der Gemeinde Emnambithi-Ladysmith zur Gemeinde Alfred Duma im Distrikt uThukela zusammengelegt wurde.

## Wirtschaft und Verkehr
Wasbank liegt nahe der Fernstraße R602, die unter anderem Ladysmith im Süden mit Glencoe im Norden verbindet. Der Bahnhof Wasbank liegt an der Bahnstrecke Johannesburg–Durban.